# Хотячов
Хотячов (укр. Хотячів) — село в Устилугской городской общине Владимирского района Волынской области Украины.
Население по переписи 2001 года составляет 275 человек. Почтовый индекс — 44762. Телефонный код — 3342. Занимает площадь 1,153 км².